# وارطان مکرتچیان
وارطان آراکلی مکرتچیان (ارمنی: Վարդան Առաքելի Մկրտչյան؛ زادهٔ ۳ اکتبر ۱۹۵۴) یک سیاستمدار اهل ارمنستان است که از تاریخ ۱۹۹۹ تا تاریخ ۲۰۰۳ سمت نمایندگی دوره دوم مجلس ملی جمهوری ارمنستان را برعهده داشت.

## زندگی‌نامه
در  ۳ اکتبر ۱۹۵۴ در ایروان به دنیا آمد و از دانشگاه پلی‌تکنیک ارمنستان فارغ‌التحصیل شد. وی همچنین برنده جوایزی همچون چهره فرهنگی شایسته جمهوری ارمنستان شده‌است.  